# 赫沃羅斯納
48°48′42″N 27°9′25″E / 48.81167°N 27.15694°E
赫沃羅斯納（烏克蘭語：Хворосна），是烏克蘭西部的村莊，隸屬赫梅利尼茨基州的卡緬涅茨-波多利斯基區。該村始建於1735年，面積0.17平方公里，海拔高度290米，2001年人口34，人口密度每平方公里206.1人。